# (17305) Caniff
Pour les articles homonymes, voir Caniff.
(17305) Caniff est un astéroïde de la ceinture principale et plus spécifiquement du groupe de Hilda.

## Description
(17305) Caniff est un astéroïde du groupe de Hilda. Il présente une orbite caractérisée par un demi-grand axe de 4,01 UA, une excentricité de 0,14 et une inclinaison de 6,7° par rapport à l'écliptique.

## Compléments